# آجیل (فیلم)
آجیل (انگلیسی: Gorp) فیلمی به کارگردانی جوزف روبن است که در سال ۱۹۸۰ منتشر شد. از بازیگران آن می‌توان به دنیس کواید و فرن درشر اشاره کرد.